# PULLTOP
PULLTOP（プルトップ）は、株式会社ウィルプラスのアダルトゲームブランドである。

## 概要
Leafからウィルに移籍した椎原旬（シナリオ）、下原正（シナリオ）、たけやまさみ（原画）、藤原々々（原画）を中心として結成。2002年6月28日にブランドデビュー作『とらかぷっ! TROUBLE CAPTOR』を発売し、2000年代の業界を盛り上げるメーカーの一角となる。
2012年8月10日にスタッフブログにて、姉妹チーム「PULLTOP LATTE」（プルトップ・ラテ）の結成、およびブランドデビュー作『彼女と俺と恋人と。』制作を発表した。「多くの人向けの作品」を作るPULLTOP本体に対して、よりターゲットを絞った「尖った作品」に特化した狙いのブランドとしている。
2015年1月1日、「PULLTOP Air」（プルトップ・エア）の設立を発表し、ブランドデビュー作である『なついろレシピ』を発表した。
パソコンゲーム誌の編集者である前田尋之の公式サイト「電脳世界のひみつ基地」においてライターの松田は、PULLTOPの作品の多くは世界観が個性的であると述べ、『見上げてごらん、夜空の星を』のように普通の学園を舞台とする作品であっても題材とする部活の内容が綿密に設定されていると話しているため、印象に残りやすいと語っている。

## 作品一覧
出典：

### PULLTOP
| #     | 発売日         | タイトル                                                 | 原画                               | SD原画             | シナリオ                                     |
| ----- | -------------- | -------------------------------------------------------- | ---------------------------------- | ------------------ | -------------------------------------------- |
| 1     | 2002年6月28日  | とらかぷっ! TROUBLE CAPTOR                               | たけやまさみ                       | さくら、犬・よしき | 椎原旬、下原正                               |
| 2     | 2003年5月30日  | 夏少女                                                   | 藤原々々                           |                    | SHARED、椎原旬、下原正                       |
| 3     | 2004年5月28日  | お願いお星さま                                           | たけやまさみ                       | いくたたかのん     | 椎原旬、下原正、 林ふみと、朝妻ユタカ        |
| 4     | 2005年3月25日  | ゆのはな                                                 | 藤原々々                           | 仁之丞             | 丸谷秀人、J・さいろー、 十睡みちたか、椎原旬 |
| 5     | 2006年4月28日  | PRINCESS WALTZ                                           | たけやまさみ                       |                    | 椎原旬、下原正                               |
| 6     | 2006年11月24日 | 遥かに仰ぎ、麗しの                                       | 藤原々々                           | 仁之丞             | 丸谷秀人、健速                               |
| 7     | 2008年8月29日  | てとてトライオン!                                        | たけやまさみ                       | いくたたかのん     | 椎原旬、下原正、 十睡みちたか、御剣ヒロ      |
| 8     | 2009年12月11日 | しろくまベルスターズ♪                                    | 藤原々々                           | 鳥取砂丘           | J・さいろー、丸谷秀人、御剣ヒロ              |
| 9     | 2010年10月29日 | 恋神 -ラブカミ-                                          | 八島タカヒロ、基井あゆむ           | 田口まこと         | 阿羅本景、木緒なち、御剣ヒロ                 |
| 10    | 2011年10月28日 | 神聖にして侵すべからず                                   | 仁之丞                             | 田口まこと         | 丸谷秀人、十睡みちたか                       |
| 11    | 2012年5月25日  | この大空に、翼をひろげて                                 | 八島タカヒロ、基井あゆむ           | 田口まこと         | 紺野アスタ、七烏未奏、奥田港                 |
| 11 FD | 2013年1月25日  | この大空に、翼をひろげて FLIGHT DIARY                    | 八島タカヒロ、基井あゆむ           | 田口まこと         | 紺野アスタ、七烏未奏、奥田港                 |
| 12    | 2013年10月25日 | ココロ@ファンクション!                                   | 基井あゆむ、ひなたもも             | 田口まこと         | なたけ、高嶋栄二、八璃                       |
| 11 SP | 2014年7月25日  | この大空に、翼をひろげて SNOW PRESENTS                   | 八島タカヒロ                       | 田口まこと         | 紺野アスタ、御剣ヒロ                         |
| 12 FD | 2014年11月28日 | ココロ@ファンクション! NEO                               | 基井あゆむ、むー、ひなたもも       | 田口まこと         | 高嶋栄二、なたけ、御剣ヒロ、八璃             |
| 13    | 2015年12月18日 | 見上げてごらん、夜空の星を                               | 八島タカヒロ、基井あゆむ           | 田口まこと         | 紺野アスタ、高嶋栄二                         |
| 13 FD | 2016年5月27日  | 見上げてごらん、夜空の星を FINE DAYS                     | 八島タカヒロ、基井あゆむ、ベコ太郎 | 田口まこと         | 紺野アスタ、高嶋栄二、折畑啓介               |
| 14    | 2017年6月30日  | ピュアソングガーデン!                                    | 基井あゆむ、marui、ベコ太郎        | 田口まこと         | 高嶋栄二、なたけ、紺野アスタ、不動尊         |
| 9 SP1 | 2017年10月27日 | LoveKami -Sweet Stars- （原副題：-Divinity Stage-）      | 水野早桜                           | 田口まこと         | 高嶋栄二、なたけ                             |
| 9 SP2 | 2017年10月27日 | LoveKami -Trouble Goddess- （原副題：-Useless Goddess-） | 水野早桜                           | 田口まこと         | 比野錬火                                     |
| 15    | 2018年3月30日  | 空と海が、ふれあう彼方                                   | 八島タカヒロ、ヤマシタコウジ       | 田口まこと         | 紺野アスタ                                   |
| 13 IF | 2018年6月29日  | 見上げてごらん、夜空の星を Interstellar Focus            | 八島タカヒロ、基井あゆむ、ベコ太郎 | 田口まこと         | 紺野アスタ、高嶋栄二                         |
| 16    | 2019年3月29日  | さくらいろ、舞うころに                                   | 柚夏、米白粕、あなぽん、るちえ     |                    | 桃ノ雑派、若葉祥慶、甲二、須々木 鮎尾        |
| 15 FD | 2020年8月28日  | あの日の旅人、ふれあう未来                               | 八島タカヒロ                       |                    | 紺野アスタ                                   |
| 9 SP3 | 2021年3月26日  | LoveKami -Pureness Harem- （原副題：-Healing Harem-）    | 水野早桜                           |                    | 高嶋栄二、比野錬火                           |

#### 廉価版
- 2006年6月30日 - とらかぷっ! TROUBLE CAPTOR
- 2007年3月30日 - 夏少女
- 2009年4月24日 - お願いお星さま

#### ブランド創設15周年記念
- 2018年2月16日 - PULLTOP 15th X 15タイトル プレミアムアニバーサリーパック

#### コンシューマ機移植
- 2003年7月17日 - とらかぷっ! だーっしゅ!!（発売元：WellMADE、機種：PS2）
- 2004年7月29日 - 夏少女 -Promised Summer-（発売元：株式会社SUCCESS、機種：PS2）
- 2012年3月27日 - てとてトライオン! TROPICAL（発売元：BOOST ON、機種：PSP）
- 2012年7月26日 - しろくまベルスターズ♪ ハッピーホリデーズ!（発売元：BOOST ON、機種：PSP）
- 2016年3月31日 - この大空に、翼をひろげて CRUISE SIGN（発売元：5pb、機種：PS3/PS Vita）[7]

### PULLTOP LATTE
| #      | 発売日         | タイトル                                     | 原画                                   | シナリオ                           |
| ------ | -------------- | -------------------------------------------- | -------------------------------------- | ---------------------------------- |
| 1      | 2012年12月14日 | 彼女と俺と恋人と。                           | marui、のん                            | なたけ、田中一郎                   |
| 2      | 2014年3月28日  | 恋する夏のラストリゾート                     | marui、もっつん*                       | 樹原新、温泉大祐、相良中通         |
| 1&2 FD | 2014年10月31日 | 彼女と俺と、恋するリゾート                   | marui、のん、了藤誠仁、もっつん*       | 樹原新、北川晴、相良中通、田中一郎 |
| 3      | 2015年3月27日  | ミライカノジョ                               | あにぃ、大田優一、悠樹真琴             | 北川晴、明日希                     |
| 4      | 2016年6月24日  | ヤキモチ彼女の一途な恋                       | ねみぎつかさ、遠藤麻輝、あいざわひろし | 後馬久人、JUN                      |
| 5      | 2017年3月24日  | オフィスで誘うエッチな彼女                   | なるみすずね、あいざわひろし、TwinBox  | 若葉祥慶、ギハラ                   |
| 1+     | 2017年5月26日  | 彼女と俺と恋人と。プレミアムモーションプラス | marui、のん                            | なたけ、田中一郎                   |
| 1 FD   | 2020年7月31日  | 彼女と俺と恋人と。ミニFD                     | marui                                  | 風間ぼなんざ                       |
| 2 FD   | 2022年6月24日  | 恋する夏のラストリゾート ミニFD              | marui                                  | 風間ぼなんざ                       |
| 6      | 2025年10月31日 | キミと恋するハッピーサマー                   | きびぃもか、mdfあん、クロノミツキ      | 燈緋色花音、風間ぼなんざ、中村亮太 |

### PULLTOP Air
| # | 発売日        | タイトル       | 原画               | SD原画     | シナリオ                   |
| - | ------------- | -------------- | ------------------ | ---------- | -------------------------- |
| 1 | 2015年5月29日 | なついろレシピ | のん、はる雪、作々 | 田口まこと | 佐藤礼、折畑啓助、高嶋栄二 |

## 主要スタッフ
- 八島タカヒロ ※グラフィッカー、原画。
- さえきそれなり ※グラフィッカー兼Web担当。

### 元スタッフ
- 椎原旬 ※代表兼シナリオ。2010年退社、現在はSEVEN WONDERに所属。
- 下原正 ※シナリオ。2010年退社、現在はSEVEN WONDERに所属。
- たけやまさみ ※原画。2010年退社、現在はSEVEN WONDERに所属。
- 朝妻ユタカ ※ディレクター。合資会社SHAREDから移籍、2011年退社。
- 御剣ヒロ ※シナリオ。2011年退社。
- 夏桜 ※グラフィッカー。2011年退社。
- まーと ※グラフィッカー。2011年退社。
- Yow ※ディレクター。2018年退社。